# نلينغ
نلينغ (بالصينية: 温岭市 )‏ هي مدينة على مستوى مقاطعة، في جمهورية الصين الشعبية، تتبع تاي زهو، تبلغ مساحتها 925.82 كيلومتر مربع، رمزها البريدي هو 317500–317599.

## التقسيمات الإدارية
- Zeguozhen  [لغات أخرى]‏
- Daxizhen  [لغات أخرى]‏
- Ruohengzhen  [لغات أخرى]‏
- Xinhezhen  [لغات أخرى]‏.